# Fornax-Zwerggalaxie
Die Fornax-Zwerggalaxie (Katalogbezeichnungen ESO 356-04 und MCG -06-07-001) ist eine kleine elliptische Galaxie (Typ dE2) im Sternbild Chemischer Ofen (Fornax). Sie gehört zur Lokalen Gruppe und ist eine der Satellitengalaxien der Milchstraße.

## Eigenschaften
Die Fornax-Zwerggalaxie ist nur 450.000 Lichtjahre entfernt und hat eine Helligkeit von +9,3 mag. Wegen ihrer sehr geringen Flächenhelligkeit wurde die Fornax-Zwerggalaxie erst 1938 von Harlow Shapley auf fotografischen Platten entdeckt. Dazu benutzte er ein 24-Zoll-Spiegelteleskop am südafrikanischen Boyden Observatory. Obwohl die Zwerggalaxie am Nachthimmel den zweifachen Durchmesser des Vollmondes, also eine Breite von etwa 1 Winkelgrad aufweist, kann sie mit dem Teleskop nicht visuell beobachtet werden. Erst auf langbelichteten Fotografien wird sie sichtbar.
Die Zwerggalaxie enthält sechs Kugelsternhaufen. Der größte darunter, NGC 1049, wurde noch vor der Galaxie selbst entdeckt.
Eine bedeutende Anzahl der Sterne von Fornax ist älter als 10 Milliarden Jahre; in einer Epoche vor 3–4 Milliarden Jahren kam es zu einer erneuten starken Sternentstehung.

## Galerie

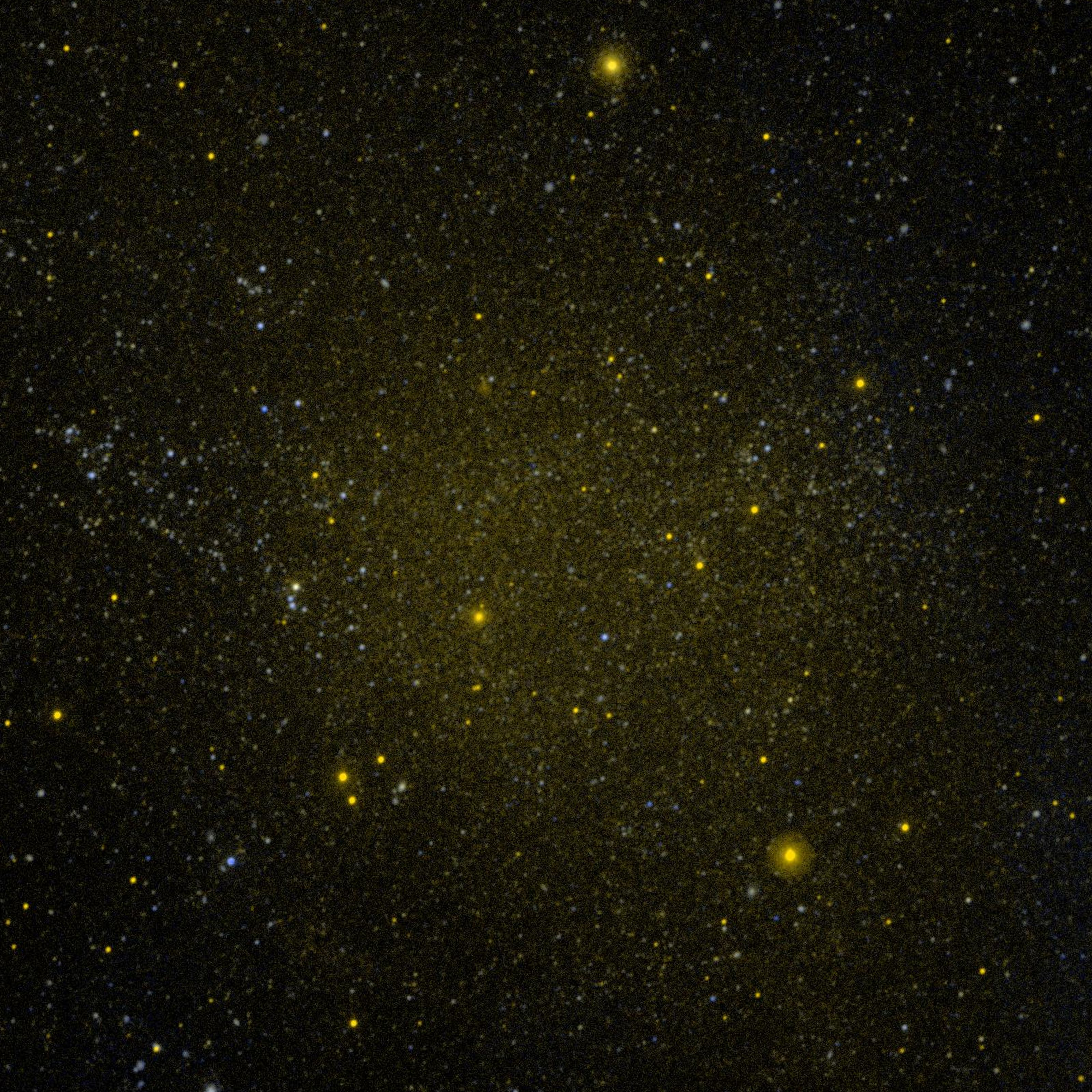
Eine Aufnahme der NASA der Fornax-Zwerggalaxie aus dem Jahr 2009
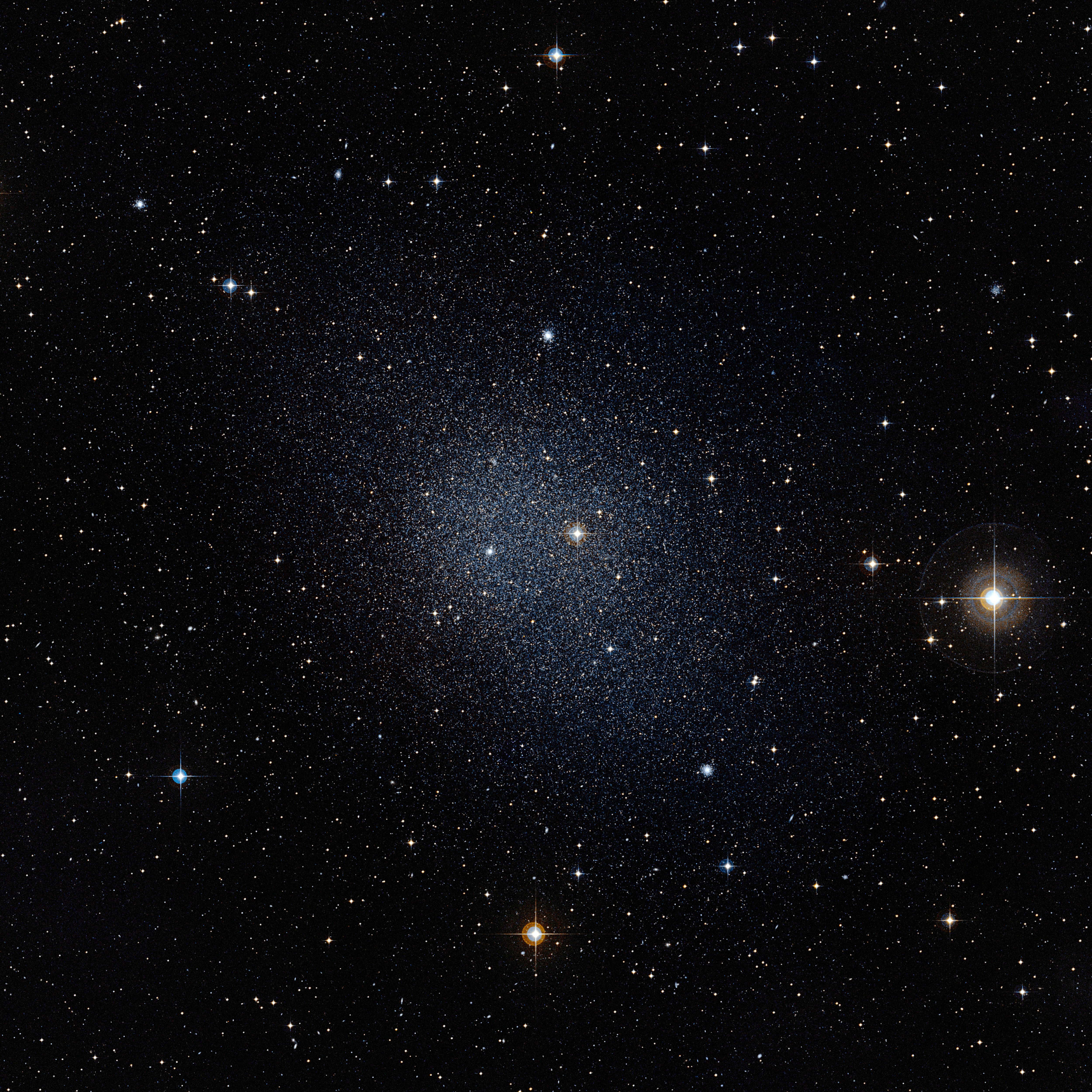
Eine Aufnahme des ESO Digitized Sky Survey 2 aus dem Jahr 2010